# Thirkleby High and Low with Osgodby
Thirkleby High and Low with Osgodby är en civil parish i Storbritannien.   Den ligger i grevskapet North Yorkshire och riksdelen England, i den centrala delen av landet, 300 km norr om huvudstaden London. Antalet invånare är 266.